# Ауре
А̀уре (на норвежки: Aure) е малък град и едноименна община в югозападната част на централна Норвегия. Разположен е на брега на Норвежко море във фюлке Мьоре ог Ромсдал на около 400 km на север от столицата Осло. Получава статут на община на 1 януари 1838 г. Има малко пристанище, рафинерия и завод за метанол. Население 3530 жители според данни от преброяването към 1 януари 2008 г.